# Diphyus humphreyi
Diphyus humphreyi är en stekelart som först beskrevs av Henry Lorenz Viereck 1905.  Diphyus humphreyi ingår i släktet Diphyus och familjen brokparasitsteklar. Inga underarter finns listade i Catalogue of Life.